# Прапор Німецької імперії
Прапор Німецької імперії або Імперський прапор, прапор королівства (нім . Reichsflagge) — це комбінація прапора Пруссії та прапора Ганзи. Прапор вперше використовувався як прапор Північнонімецького союзу, який був утворений у 1867 році . Пізніше, під час франко-прусської війни, була заснована Німецька імперія (коли південнонімецькі держави приєдналися до Конфедерації). Німеччина продовжувала використовувати його до Німецької революції 1918—1919 років, яка призвела до заснування Веймарської республіки.
Веймарська республіка не використовувала його як національний прапор, хоча його використовували в Рейхсвері. Відразу після перемоги нацистської партії на виборах у березні 1933 року президент Німеччини Пауль фон Гінденбург своїм указом відновив прапор як співофіційний прапор Німеччини. У 1935 році, через рік після смерті Гінденбурга, імперський прапор було заборонено використовувати як національний прапор на користь чорно-червоно-білого прапора зі свастикою .
Під час Другої світової війни німецькі вигнанці в Радянському Союзі прийняли його як свій новий прапор для вільної німецької держави . Через це після Другої світової війни було запропоновано, щоб Східна Німеччина прийняла імперський прапор як свій національний прапор .

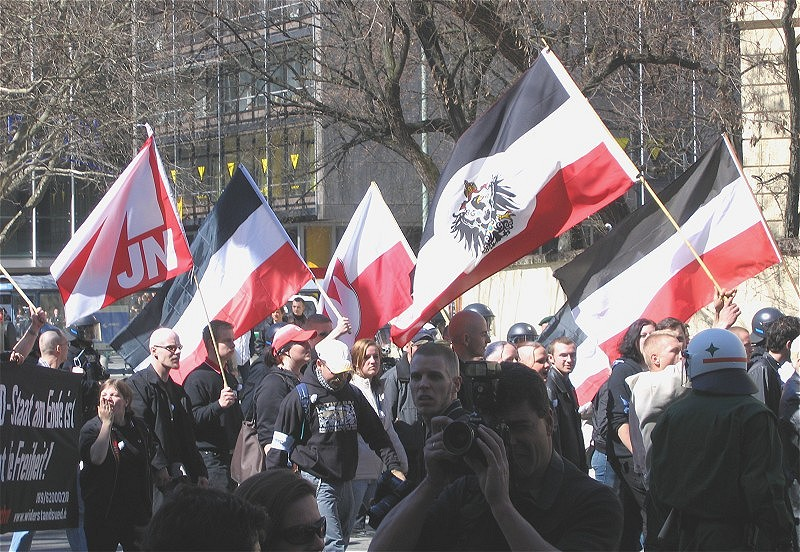
Учасники неонацистського маршу в Мюнхені (2005) з імперськими прапорами

Через заборону нацистського прапора зі свастикою в сучасній Німеччині багато німецьких неонацистів замість цього прийняли імперський прапор. Однак спочатку прапор ніколи не мав расистського чи антисемітського значення, незважаючи на його коротке використання в нацистській Німеччині.

Прапор графічно майже ідентичний сучасному прапору Республіки Ємен, хоча кольори перевернуті та інший відтінок червоного. Прапор Верхньої Вольти, який використовувався в 1958—1984 роках, мав такий же колір, але з дещо іншим відтінком червоного.

Військовий прапор Німеччини (1867–1892)
Прапор Імперського колоніального відомства (1907–1919)
Військовий прапор Німеччини (1921–1933)
Прапор Німеччини (1933–1935)

## Групи, які використовують імперський прапор

### Історичний
- Національний комітет за вільну Німеччину
- Німецька національна народна партія
- Німецька партія (1947)
- Партія Німецької імперії
- Антифашистський комітет за вільну Німеччину

### Сучасний день
- Національно-демократична партія Німеччини
- Рейхсбюргерський рух